# 킹레코드 (일본)
킹레코드 주식회사(일본어: キングレコード株式会社, KING RECORD CO., LTD.)는 일본의 음반 기업이다.
1931년에 고단샤의 음악 부문으로 발족하였다. 본사는 도쿄도 분쿄구에 있고, 대주주는 고단샤와 도쿄 방송이다.

## 연혁
- 1931년 1월 : 고단샤 레코드부로 창업
- 1951년 : 킹레코드주식회사 설립
- 1959년 2월 28일：스테레오 레코드 발매 (비발디의 사계 히트)
- 1959년 : 자체 스테레오 녹음 기술 도입
- 1983년 : 컴팩트 디스크 발매 시작
- 1985년 : 산요전기와 업무 제휴
- 1986년 : 고품질 아날로그 LP 발매
- 1996년 : 세키구치다이 스튜디오 개소
- 1998년 : 에도가와바시 스튜디오 개소
- 2005년 : 도쿄 방송과 업무 제휴

## 소속 음악가

### 킹레코드
- 비 (일본 판매 담당)
- 블락비
- 볼빨간사춘기
- 서프라이즈
- 모모랜드
- 성시경
- 여자친구

유, 비 쿨!
- AKB48
- STU48
- 마에다 아츠코
- 후지타 나나
- 카시와기 유키(AKB48멤버)

J-pop 부문
- 마천루 오페라
- 이즈미 사요코
- 이타노 토모미
- 이노란
- 우에무라 가나
- SHY
- Dezille Brothers
- 다케시 데라우치
- 나카야마 미호
- Biedronka
- 나아보두부@나나
- 모리구치 히로코
- 키고유
- MINO
- Lynch.
- NoGoD
- Alice Nine

엔카, 가요곡 부문
- 니시다 도시유키
- 아키모토 쥰코

애니메이션, 성우 관련
- angela
- 우에사카 스미레
- 키타무라 에리
- 코마츠 미카코
- 사카키바라 유이
- 사토 사토미
- 시라이시 료코
- Suara
- 스네오헤어
- 타무라 유카리
- 노나카 아이
- 하야시바라 메구미
- 호리에 유이
- 미즈키 나나
- 미야노 마모루
- 야쿠시마루 에쓰코
- 유카나
- 유이카오리/오구라 유이
- 미나세 이노리

### 벨우드
- 모리카와 미호

### 에빌라인 레코드
- Aice5
- 이어폰즈
- 우주인
- 토쿠사츠
- 드레스코드
- MEG
- 모모이로 클로버 Z
- 록카 자포니카

## 같이 보기
- 고단샤